# Monarch Mountain, British Columbia
Monarch Mountain är ett berg i Kanada.   Det ligger i provinsen British Columbia, i den sydvästra delen av landet, 3 700 km väster om huvudstaden Ottawa. Toppen på Monarch Mountain är 3 555 meter över havet.
Terrängen runt Monarch Mountain är bergig åt sydost, men åt nordväst är den kuperad. Monarch Mountain är den högsta punkten i trakten. Trakten runt Monarch Mountain är nära nog obefolkad, med mindre än två invånare per kvadratkilometer.. Det finns inga samhällen i närheten. 
Trakten runt Monarch Mountain är permanent täckt av is och snö.